# Nasireddin
Nasireddin est un cratère lunaire situé sur la face visible de la Lune au sud de la Mare Nubium. Le cratère Nasireddin se trouve à l'est des cratères Orontius, Saussure et Huggins (en) dont il a recouvert la partie orientale. À l'ouest du cratère Nasireddin, il y a le cratère Stöfler et au nord-est le cratère Fernelius. Sa bordure nord empiète le cratère Miller (en). Le plancher du cratère est relativement plat, et sa surface rugueuse. Il y a quelques faibles pics centraux près du point central de l'intérieur, et quelques minuscules craterlets marquent la surface.
En 1935, l'Union astronomique internationale a donné le nom du mathématicien et astronome perse Nasir ad-Din at-Tusi à ce cratère lunaire.

## Cratères satellites
Par convention, les cratères satellites sont identifiés sur les cartes lunaires en plaçant la lettre sur le côté du point central du cratère qui est le plus proche de Nasireddin.
| Nasireddin | Latitude | Longitude | Diamètre |
| ---------- | -------- | --------- | -------- |
| B          | 39.4° S  | 1.1° W    | 9 km     |